# Muzeul Național de Istorie Naturală (Franța)
Muzeul Național de Istorie Naturală al Franței (în franceză Muséum national d'Histoire naturelle), acronim MNHN, este o instituție franceză pentru cercetarea și diseminarea culturii științifice naturaliste. Principalul complex muzeal este situat în grădina botanică și zoologică „Jardin des Plantes”, pe malul stâng al Senei, la Paris, Franța. A fost înființat în 1793, în timpul Revoluției Franceze, însă originea sa este în strânsă legătură cu Grădinile Regale de Plante Medicinale, fondată de regele Ludovic al XIII-lea în anul 1653. Are statutul de înaltă instituție și este plasat sub dubla tutelă administrativă a ministerelor de învățământ superior și de cercetare și a celui de mediu. Sediul său este Grădina plantelor din Paris, dar include și alte locuri, atât în Paris cât și în toată Franța. Muzeul dispune de un personal de aproximativ 2.000 de membri, dintre care 450 cercetători. Începând cu reforma din 2014, aceasta este condus de un președinte, asistat de directori generali adjuncți.

## Istoric
Muzeul a fost fondat oficial la 10 iunie 1793, în timpul Revoluției franceze. Originile sale se regăsesc însă în Jardin royal des plantes médicinales (Grădina regală de plante medicinale), fondată în 1635, în timpul regelui Ludovic al XIII-lea, și condusă de medicul regal. Proclamația regală a băiatului-rege Ludovic al XV-lea la 31 martie 1718, a îndepărtat funcția pur medicală și a permis grădinii să fie cunoscute sub numele de Jardin du Roi (Grădina Regelui)—și să se concentreze asupra istoriei naturale.
În cea mai mare parte a secolului al XVIII-lea (1739-1788), grădina a fost condusă de Georges-Louis Leclerc, Conte de Buffon, unul dintre principalii naturaliști ai Iluminismului, care a adus faimă și prestigiul internațional edificiului. Instituția regală a supraviețuit remarcabil Revoluției franceze, fiind reorganizată în 1793 ca un republican Muséum national d'Histoire naturelle cu 12 profesori de rang egal. Unii dintre profesorii săi au inclus pe eminentul anatomist comparativ Georges Cuvier și pionierii evoluționiști Jean-Baptiste de Lamarck și Étienne Geoffroy Saint-Hilaire. Obiectivele muzeului au fost să instruiască publicul, să colecteze colecții și să efectueze cercetări științifice. A continuat să înflorească în secolul al XIX-lea și, în special sub conducerea chimistului Michel Eugène Chevreul, a devenit un rival al Universității din Paris în cercetarea științifică. De exemplu, în perioada în care Henri Becquerel a deținut scaunul pentru Fizica Aplicată la Muséum (1892-1908), el a descoperit proprietățile radiației uraniului. (Patru generații de Becquerels au deținut președinția, între 1838 și 1948).
Această perioadă se încheie cu Alphonse Milne-Edwards în 1890 și promulgarea Decretului din 12 decembrie 1891 care semnifică revenirea muzeului la istorie naturală bazată pe studiul colecțiilor (această politică va rămâne în vigoare până în ajunul celui de-al Doilea Război Mondial).. Între timp, guvernul lui Napoleon al III-lea a adoptat în 1863 un decret prin care mandatul de director a fost revocat de la 5 ani fără limitare a reînnoirii: Chevreul va rămâne 28 de ani. Numărul de scaune este, de asemenea, în creștere, iar unele sunt împărțite în două, pe măsură ce disciplinele devin mai specializate.
Prea vaste pentru a fi prezentate pe deplin, colecțiile Muzeului fac obiectul unor expoziții temporare care au un mare succes. Una dintre primele colecții, din 1884, a fost dedicată campaniilor oceanografice du Travailleur et du Talisman; vizitatorii puteau vedea dispozitivele (draje, sonde, termometre) folosite de cercetătorii la bord, precum și numeroase eșantioane de animale în borcane (pești, crustacee, moluște, echinoderme, zoophyte) adunate de până la 5.000 de metri adâncime (o performanță pentru acel timp).. Lucrările antarctice și etnografice din Tierra del Fuego de Emil Racoviță în expediția Belgica și laboratorul navei au fost expuse și în fosta galerie a Ducelui d'Orléans, din strada Buffon.
Legea finanțelor din 31 decembrie 1907 acordă Muzeului autonomie financiară și un buget de 1 milion de franci la acea dată (adică unul identic cu bugetul Facultății de Științe). În același an, Edmond Perrier, director al Muzeului, decide să înființeze Societatea Prietenilor MNHN cu scopul de a acorda sprijin moral și financiar Muzeului. La începutul secolului al XX-lea, colecțiile muzeului sunt în creștere considerabilă. Călătoriile se înmulțesc: de la Alfred Lacroix în Martinica după erupția de la Montagne Pelée în 1902, până la Robert Gessain la sfârșitul anilor 1970 în Groenlanda, recând prin Henri Humbert în Madagascar (între anii 1912 și 1960), Marcel Griaule între Dakar și Djibouti (1931-1933) sau Henri Lehmann (1901-1991) în Guatemala (1954-1969).
După Primul Război Mondial, Muzeul a achiziționat noi unități în și în afara capitalei. În 1922, el a moștenit proprietatea entomologului Jean-Henri Fabre din Sérignan-du-Comtat, lângă d'Orangel. Pentru a-și promova activitățile de cercetare legate de mare, el a înființat, în 1928, laboratorul maritim la Saint-Servan, apoi la Dinard în 1935. Activitatea sa botanică fiind incontestabilă, devine proprietar prin moștenirea domeniului Chèvreloup în 1934. În același an, președintele Consiliului inaugurează parcul zoologic din Vincennes, urmat câțiva ani mai târziu de Muzeul Omului, instalat în noul Trocadero (1937).)